# Балины
Балины — династия в Российской империи, преимущественно занимавшаяся купеческой и предпринимательской деятельностью в XIX— начале XX веках. После 1917 года всё имущество Балиных было национализировано.
История рода Балиных начинается с крепостного крестьянина села Горицы Шуйского уезда Владимирской губернии Ивана Степановича Болина. Выкупившись из крепостной зависимости у вдовы генерал-поручика, помещицы В. Б. Лопухиной, в 1793 году он приписался к купечеству. Его сын Семён Иванович Балин (1760–1831) первым взял новую фамилию и считается родоначальником династии.

## Предпринимательская деятельность

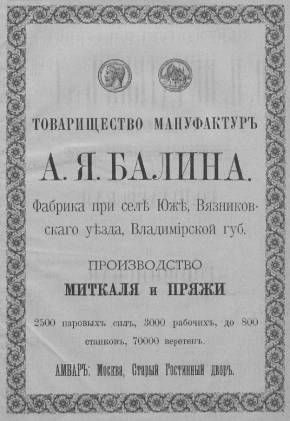
Реклама товарищества Балиных

Семён Иванович Балин, основатель династии Балиных, в 1820-х годах он основал небольшое красильное заведение в селе Дунилово Шуйского уезда Владимирской губернии. В этом заведении он красил суровую китайку в синий, или кубовый, цвет. Этот процесс происходил в подогретой кубовой краске «горячих кубах». В то время кусок суровой китайки резали на несколько концов по восемь и десять аршин, а после процесса крашения эти концы «удалялись». Сами китайки Семён Балин закупал в Вичуге у мелких мастеров.
В 1831 году, после смерти Семёна Ивановича, управление фабрикой перешло его сыну Якову и 15-летнему внуку Асигкриту. Яков через некоторое время после смерти отца закрыл фабрику из-за конфликта со своим дядей Игумновым, а в 1836 году производство было восстановлено Асигкритом Балиным. Он взял всю мануфактуру в своё управление и старался развить и расширить её. Он ввёл «холодные кубы», которые, в отличие от «горячих», позволяли красить целыми кусками размером более 50 аршин.
В 1840-х годах Асигкрит начал выработку красной пестряди, которая называлась «александрийкой». Он продавал её ярославским купцам Горошкову и Лопатиным. Они дали Балину совет, которому он последовал и стал выпускать миткаль белый и крашеный. В то время предприятие ещё не имело отдельного здания для выработки некоторых сортов товаров, поэтому он отдавал своё суровье на крашение и для набивки ивановским и шуйским заводам.
В 1850-х годах Асигкрит Балин открыл отдел в Иванове совместно с ситцевым фабрикантом Е. М. Бакуниным. В Иванове спрос на миткаль был очень большим, поэтому продажи были успешны. Большой спрос на этот товар побудил Балина, на тот момент уже являвшегося крупным торговцем бумажной пряжей, миткалём и ситцами, купить бумагопрядильную фабрику. Помещик И. А. Протасьев в 1860 году построил в Юже бумагопрядильную мануфактуру на 16 тысяч веретён. В 1865 году он продал эту фабрику Балину вместе с 8,5 тысячами десятин леса. Стоимость фабрики составляла 320 500 рублей. В 1868 году Балин построил в Юже собственное предприятие, в котором было 108 механических станков.
В 1871 году он совместно с купцом Макаровым купил мануфактуру в селе Багрецове Клинского уезда Тверской губернии, в 1872 году с Ф. Д. Пупышевым — бумагопрядильную и ткацкую мануфактуру при селе Ваулино Можайского уезда Московской губернии.
После смерти в 1885 году Асигкрит Балин оставил своим наследникам примерно 10 млн рублей. В том же году было основано «Товарищество мануфактуры А. Я. Балина», капитал которого составлял 3 млн рублей. На Южской фабрике имелось 50 тысяч прядильных веретён, 120 механических станков, за которыми работало 480 человек. В год вырабатывалось пряжи на сумму до 1,2 млн рублей.
С 1885 года до самого конца существования фабрики её управляющим был Николай Асигкритович.
Помимо Южской фабрики, семье Балиных принадлежала и «Шуйско-Тезинская мануфактура», открытая в 1840-х годах XIX века И. Ф. Поповым.
Леонид Асигкритович Балин тоже вложил много сил в развитие фабрики. Он жил в ней и активно развивал её, но прожил очень короткую жизнь и умер 17 апреля 1891 года в 26-летнем возрасте. По завещанию он передал 50 тысяч рублей на благоустройство богадельни для престарелых и рабочих. Половину паёв он оставил своей матери, из них она могла получить только 20 000 рублей, которые должна была отдать на то, что расписал Леонид в духовном завещании.
После революции 1917 года имущество Балиных было национализировано.

## Родословная роспись
- Семён Иванович Балин (1760—1831)
  - Яков Семёнович Балин 
    - Асигкрит Яковлевич Балин (1816—1885)
      - Николай Асигкритович Балин (1855–1935)
      - Леонид Асигкритович Балин (1865—1891)
      - Валентин Асигкритович Балин (1869—1934)

## Галерея

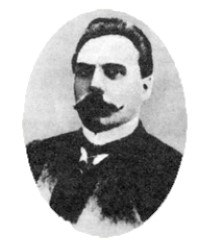
Балин Валентин А.
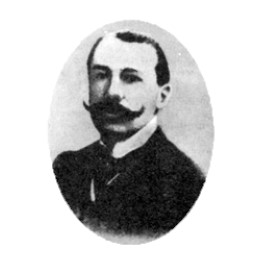
Балин Василий А.
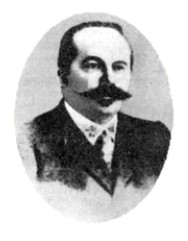
Балин Владимир А.
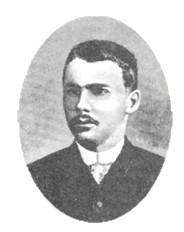
Балин Леонид А.
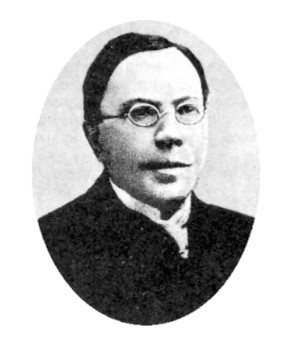
Балин. Николай А.

## Дополнительные сведения
- Династия Балиных. Передача на телеканале РБК. на YouTube